# Ludwig Lautz
Ludwig Lautz (* 14. Oktober 1830 in Saarbrücken; † 10. Dezember 1884 in Trier) war ein deutscher Bankier und Politiker.

## Leben
Ludwig Lautz war Bankier in Trier. Daneben war er stellvertretender Vorsitzender der Handelskammer Trier, Richter am Trierer Handelsgericht und Stadtverordneter in Trier.
Von 1866 bis 1867 war er Mitglied des Preußischen Abgeordnetenhauses und von 1867 bis 1870 war er Abgeordneter des Wahlkreises Trier 3 (Stadt und Landkreis Trier) im Reichstag des Norddeutschen Bundes. In dieser Eigenschaft war er gleichzeitig auch Mitglied des Zollparlaments. Er gehörte der Nationalliberalen Partei an.